# Lumbrein
Lumbrein ([lʊmˈbʁɛɪ̯n]ⓘ) ist eine Ortschaft in der Gemeinde Lumnezia, Kanton Graubünden, Schweiz. Das Dorf liegt im Val Lumnezia (Lugnez), rund 15 km von Ilanz entfernt. Die Weiler auf der Südseite des Glenners sind Surin und Silgin.
Bis Ende 2012 bildete Lumbrein eine eigene politische Gemeinde. Am 1. Januar 2013 fusionierte es mit den Gemeinden Cumbel, Degen, Morissen, Suraua, Vella, Vignogn und Vrin zur neuen Gemeinde Lumnezia.

## Geschichte
Der Name Lumbrein erscheint erstmals im Jahre 830 als in ville Lamarine im kaiserlichen Reichsurbar (Kopie des 16. Jahrhunderts). Herkunft und Bedeutung des Namens sind sehr unsicher.
Die älteste Siedlung auf dem Gebiet der Gemeinde ist die um 1500 v. Chr. bewohnte Hügelsiedlung Crestaulta beim Weiler Surin. Die dort gemachten archäologischen Funde, heute im Rätischen Museum in Chur zu besichtigen, weisen auf eine lange Besiedlungsgeschichte hin. 1961 wurde südwestlich von Lumbrein in Sietschen eine Stele mit anthropomorpher Menschendarstellung gefunden. Aufgrund von vergleichbaren Stelen aus Oberitalien wurde sie von italienischen Forschern ins Spätneolithikum datiert. Spuren eines historischen Bergbaus am Ausgang der Val Miedra zeugen vom erfolglosen Bemühen Bodenschätze abzubauen.

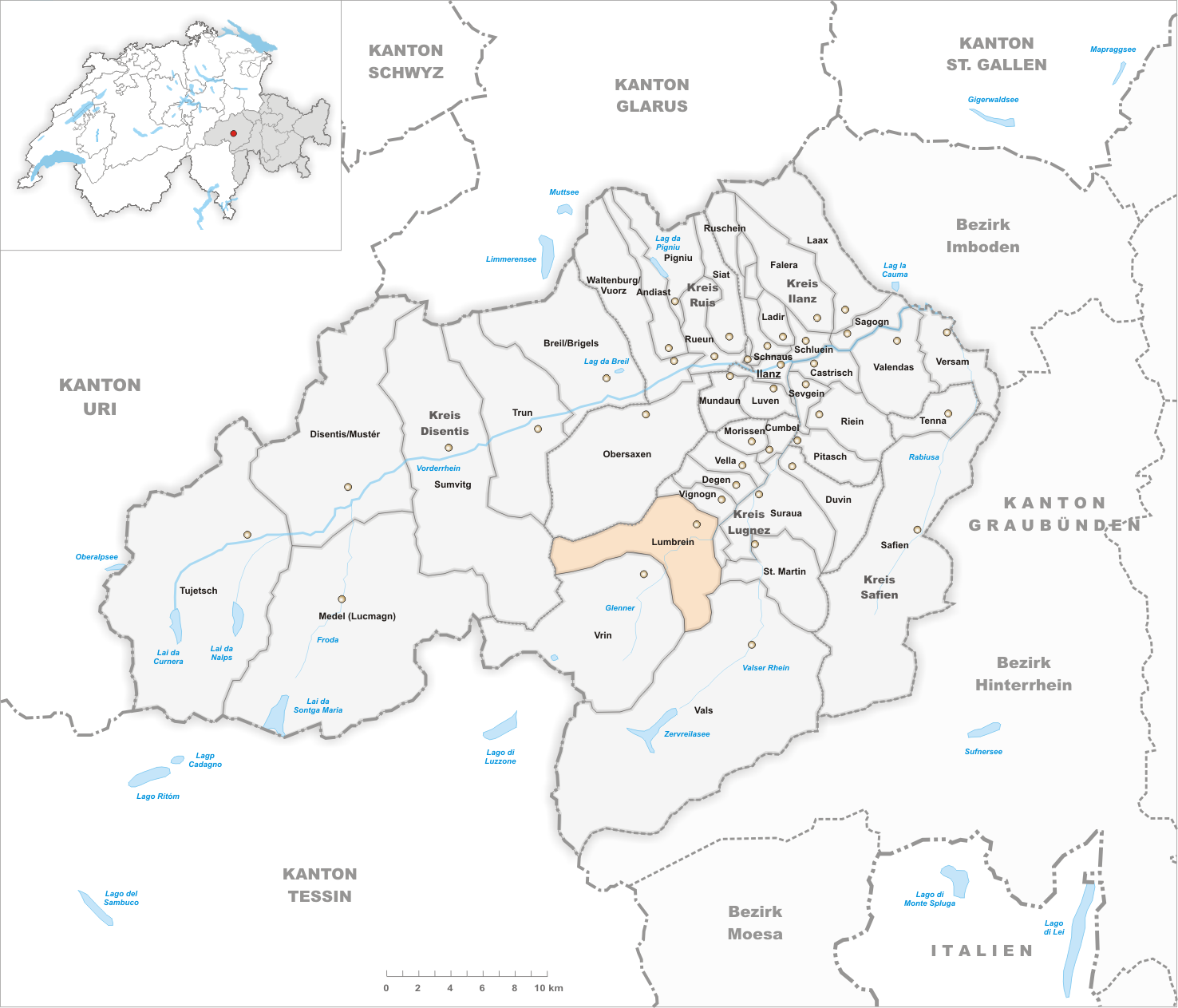
Gemeindestand vor der Fusion am 1. Januar 2013

Im frühen Mittelalter war die Ortschaft fränkisches Reichsgut. Die im Spätmittelalter zugezogenen Walser und Blenieser (Bewohner des Bleniotals) siedelten vor allem am rechten Glennerufer und wurden romanisiert. Zwischen ihren Höfen und den Bewohnern rechts des Glogns/Glenners kam es häufig zu Auseinandersetzungen um Nutzungsrechte. Um 1350 gehörte Lumbrein zur Vogtei der Herren von Belmont, nach 1371 zu den Herren von Lumbrein. Ab 1390 erscheinen, wie in den Nachbarorten, die Freiherren von Sax als Grundherren. Dies wohl in der Absicht, die Passverbindungen Richtung Süden über den Valserberg und die Greina zu beherrschen. Ab 1395 ist Lumbrein als Glied der Gerichtsgemeinde Lugnez dokumentiert. 1538 wurden die bischöflichen Rechte wie in den umliegenden Orten ausgekauft.
Die Kirche St. Martin war eine Filialkirche der katholischen Kirche Pleif in Vella. Zwischen 1345 und 1452 wurde sie zur Pfarrei erhoben. 1646 baute man die heutige Pfarrkirche, die 1345 erstmals erwähnt wurde, im barocken Stile um. Seit 1720 findet in Lumbrein alljährlich eine Prozession (rätoromanisch Perdanonza) zu Ehren der Sieben Schmerzen Mariens statt. Seit 1920 findet die Prozession am zweiten Oktobersonntag statt, vorher am ersten Fastensonntag.
Lumbrein war im letzten Jahrhundert ein traditionelles Bauerndorf, doch ging die Zahl der landwirtschaftlichen Betriebe ab den 1950er-Jahren stark zurück. Damit verbunden waren auch ein Bevölkerungsrückgang und eine starke Abwanderung. Gut dokumentiert ist eine grosse Anzahl von ehemaligen Bewohnern, die das Bergdorf verliessen, um in der Fremde eine Existenz aufzubauen.
1976 bis 2005 erfolgte eine Gesamtmelioration der stark alpin geprägten Berglandwirtschaft. Es folgte eine starke Mechanisierung und Modernisierung der Bauernbetriebe. Um 1970 setzte in bescheidenem Mass der Tourismus ein, der bis heute einen Haupterwerb für viele Einwohner bildet. Häufiger Familienname in Lumbrein ist das Geschlecht der Capaul.
Lumbrein verfügt über ein eigenes Kleinkraftwerk und damit über eine eigene Energieversorgung. Die hohe Sonneneinstrahlung im Lugnez begünstigt zudem die Energieversorgung mittels Solarenergie, welche im Tal stark gefördert wurde. Umstritten und wegen Protesten des Natur- und Landschaftsschutzes aufs Eis gelegt ist ein geplanter Windpark im Alpgebiet von Staviala vedra und im Val Cavel. Von Naturschutzkreisen verhindert wurde ebenfalls ein Kraftwerkprojekt, das den noch frei fliessenden Talfluss Glenner und seine Seitenbäche zur Energieversorgung vorsah. Am Fusse des Glenners besteht eine private Fischzuchtanstalt mit dem Ziel, die heimische Berglandwirtschaft mittels eines neuen Erwerbszweiges zu stärken.

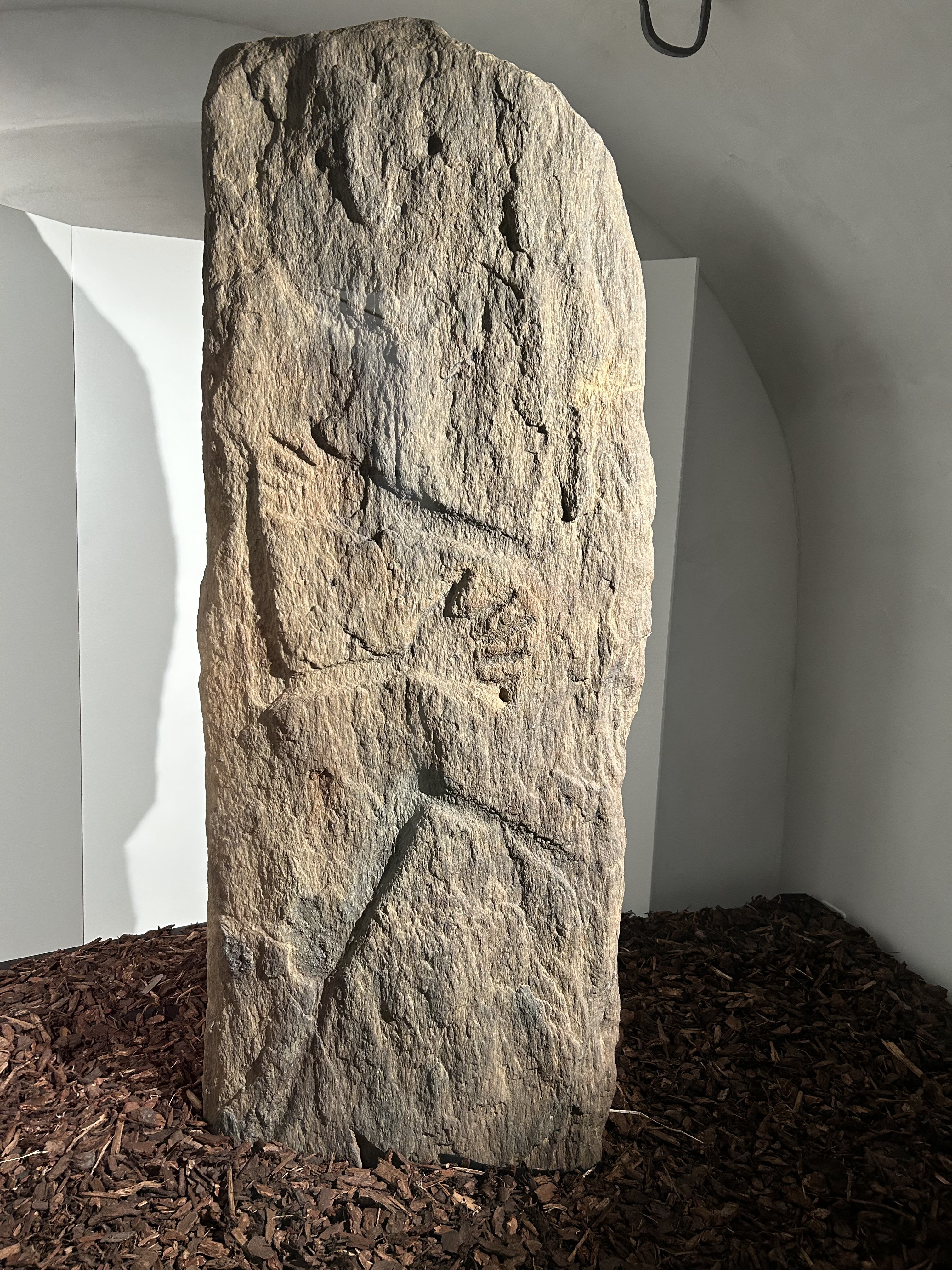
Stele von Sietschen

→ siehe auch Abschnitt Geschichte im Artikel Lumnezia

## Wappen
| Wappen von Lumbrein | Blasonierung: «In Grün ein silberner (weisser) Wellenpfahl» |
| Wappen von Lumbrein | Das Wappen stellt die Teilung der ehemals selbstständigen Gemeinde durch den Fluss Glenner dar. Abgeleitet ist es vom Wappenschild der Herren von Lumerins, deren Burgturm im Dorf noch besteht. |

## Bevölkerung
| Bevölkerungsentwicklung | Bevölkerungsentwicklung | Bevölkerungsentwicklung | Bevölkerungsentwicklung | Bevölkerungsentwicklung | Bevölkerungsentwicklung | Bevölkerungsentwicklung |
| ----------------------- | ----------------------- | ----------------------- | ----------------------- | ----------------------- | ----------------------- | ----------------------- |
| Jahr                    | 1850                    | 1900                    | 1930                    | 1950                    | 2000                    | 2012                    |
| Einwohner               | 529                     | 531                     | 475                     | 584                     | 399                     | 361                     |

Rund 90 Prozent der Einwohner beherrschen das Rätoromanisch. Die Veränderungen in der Bevölkerungsstruktur und die wirtschaftliche und soziale Situation beeinflussen die rätoromanisch sprechende Minderheit sehr stark, gepaart mit weiteren Einflüssen der Moderne wie den omnipräsenten, deutschsprachigen Medien. Eine Krise in der Landwirtschaft von 1950 bis 1970 reduzierte u. a. die Einwohnerzahl der ehemaligen Gemeinde um einen Viertel. Um 1960 begann eine starke Abwanderung von Rätoromanen in die wirtschaftlich starken Zentren des Schweizer Mittellandes. Die Zuwanderung von deutschsprachigen Zweitwohnungsbesitzern und die Einflüsse des einhergehenden Tourismus liessen danach die Einwohnerzahl zeitweise stabilisieren. Eine Reduktion der Geburtenrate und ähnliche Strukturprobleme wie im übrigen Lugnez führten in der Moderne jedoch ab 2016 zur Fusion mit anderen Kleingemeinden und zu der durch die kantonalen Behörden geförderten Einheitsgemeinde Lumnezia.

## Sehenswürdigkeiten

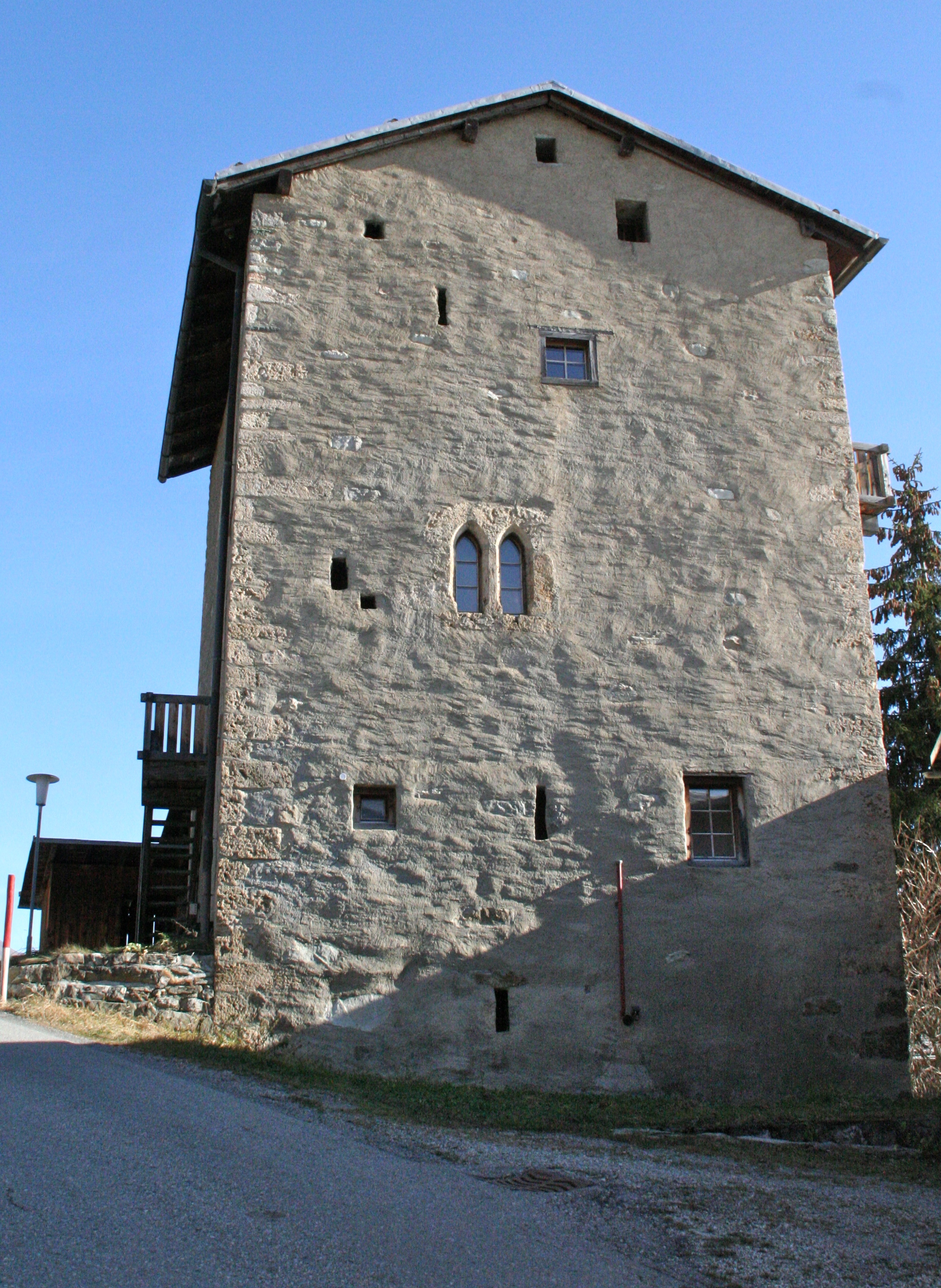
Wohnturm Casaulta aus dem 14. Jahrhundert

Lumbrein wurde wegen seines kompakten Dorfbildes und der gut erhaltenen historischen Bauten ins Inventar der schützenswerten Ortsbilder der Schweiz aufgenommen.
- Der bronzezeitliche Siedlungsplatz Crestaulta
- Katholische Pfarrkirche Sankt Martin[4]
- Kapelle Sankt Andreas
- Kapelle Sogn Roc (Lumbrein)
- Kapelle Sankt Sebastian im Weiler Silgin[5]
- Wohnturm Chisti, heute privat, um 1315 erbaut und einst vermutlich der Stammsitz der Herren von Lumerins
- Wohnturm Casaulta
- Holzbrücke Silgin über den Glenner, die Lumbrein und Silgin verbindet
- Casa d’Angel: Dorfmuseum und Kulturhaus im alten Gemeindegebäude mit sehenswertem Kristallfund
- Maiensässlandschaft am Ausläufer des Piz Sezner
- Skitourengebiet auf den Umsu und in die Val Cavel

## Bilder

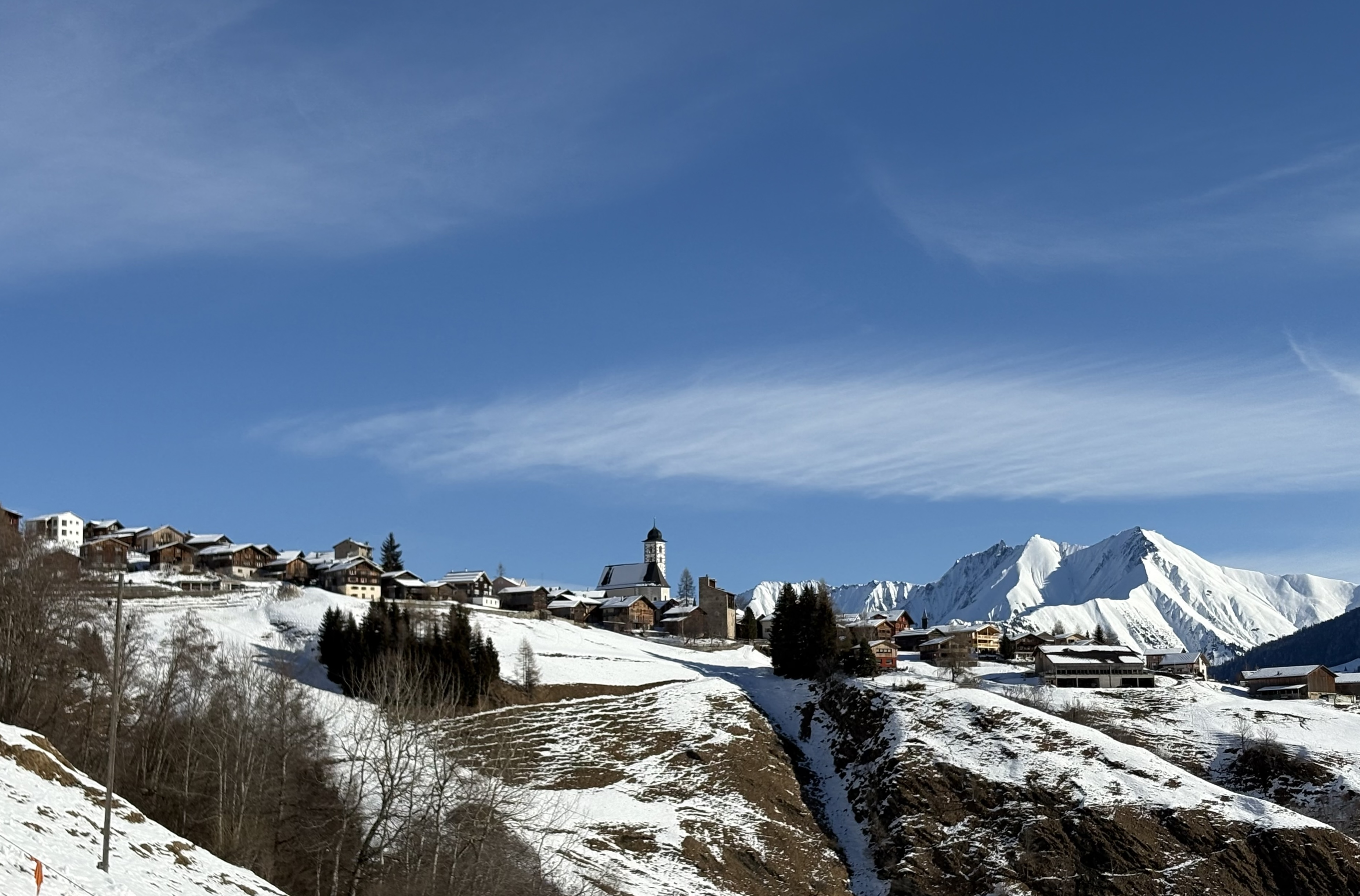
Lumbrein im Winter 2025
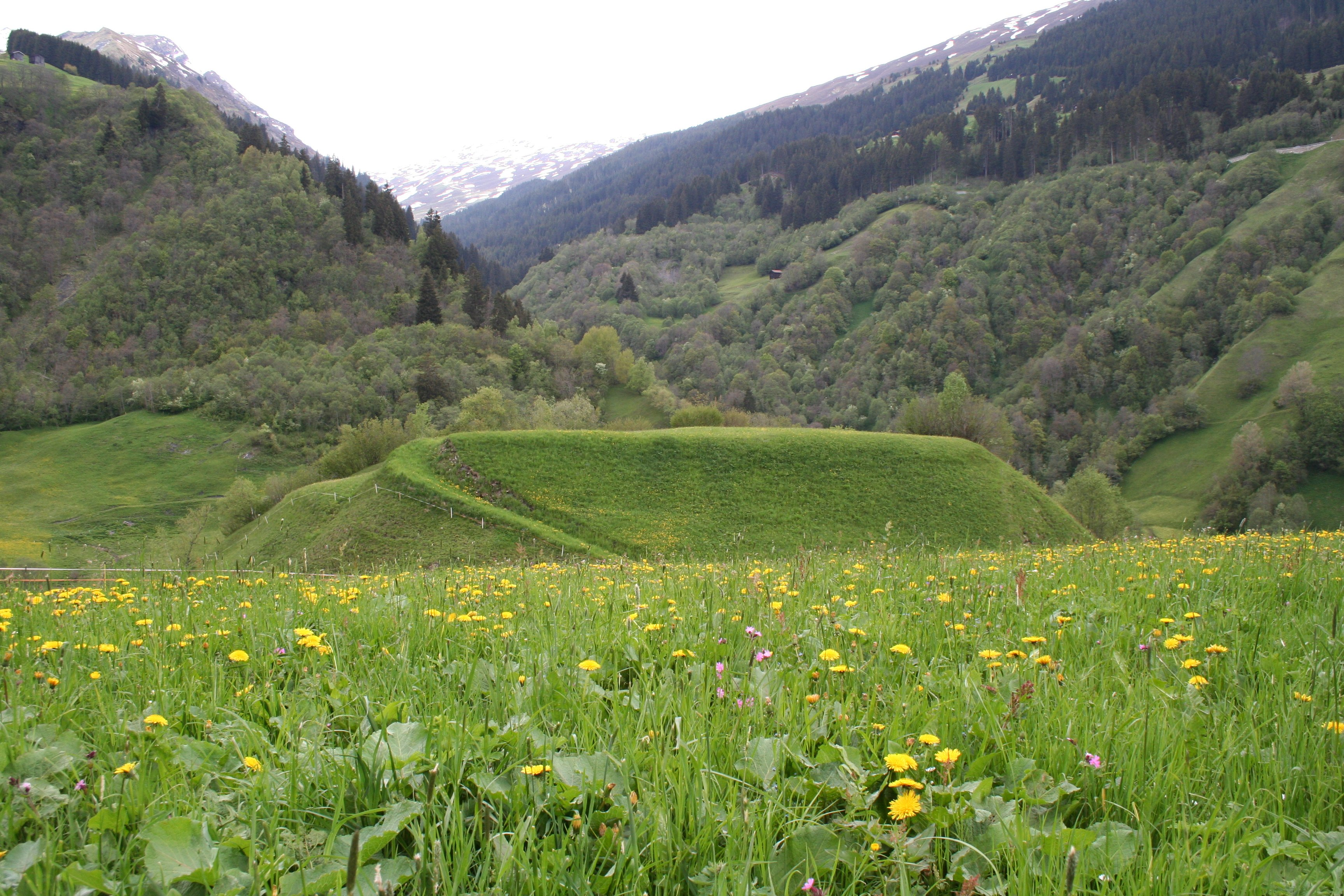
Hügel von Crestaulta
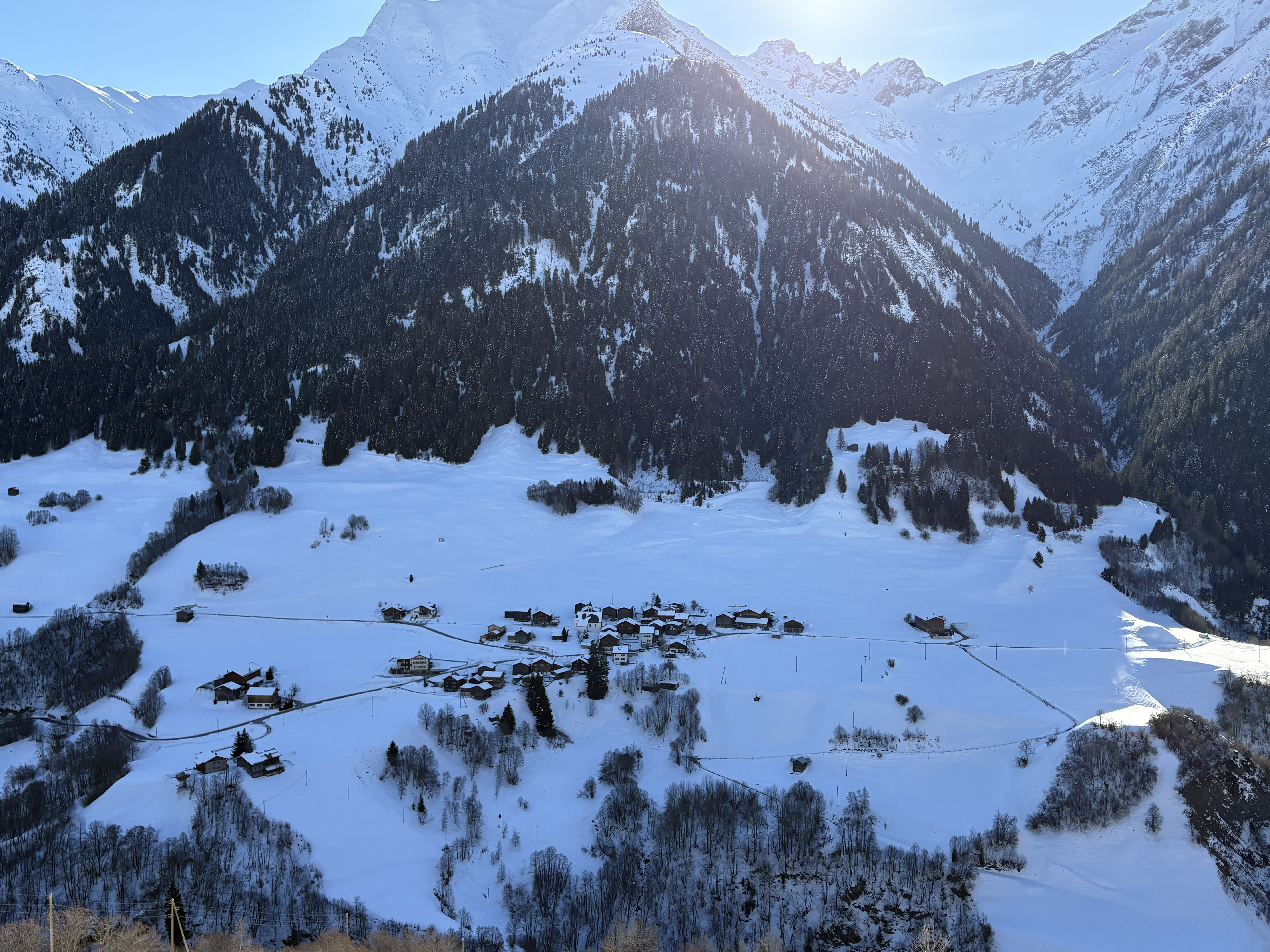
Der Weiler Surin
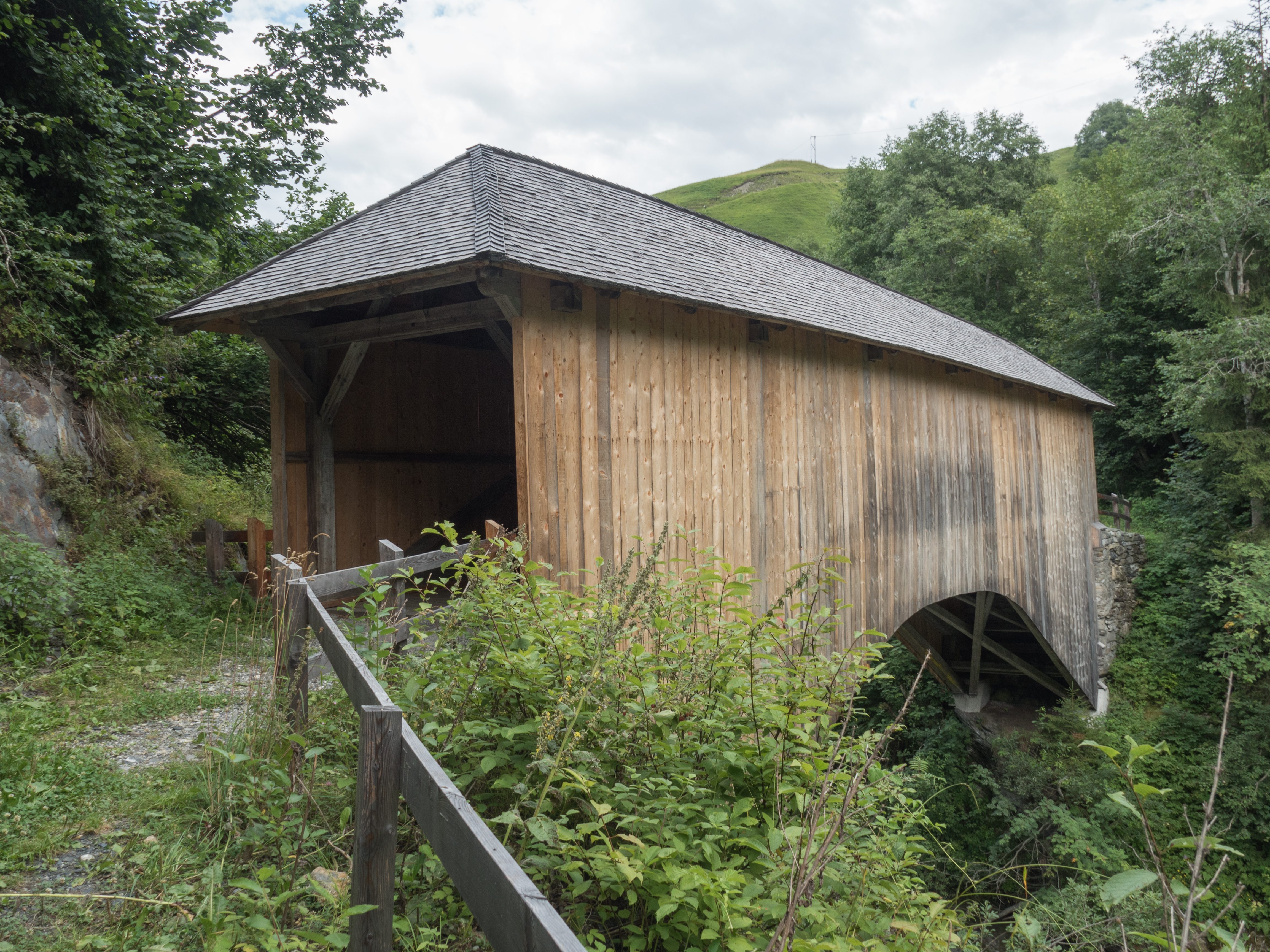
Holzbrücke Silgin von 1880 über den Glenner
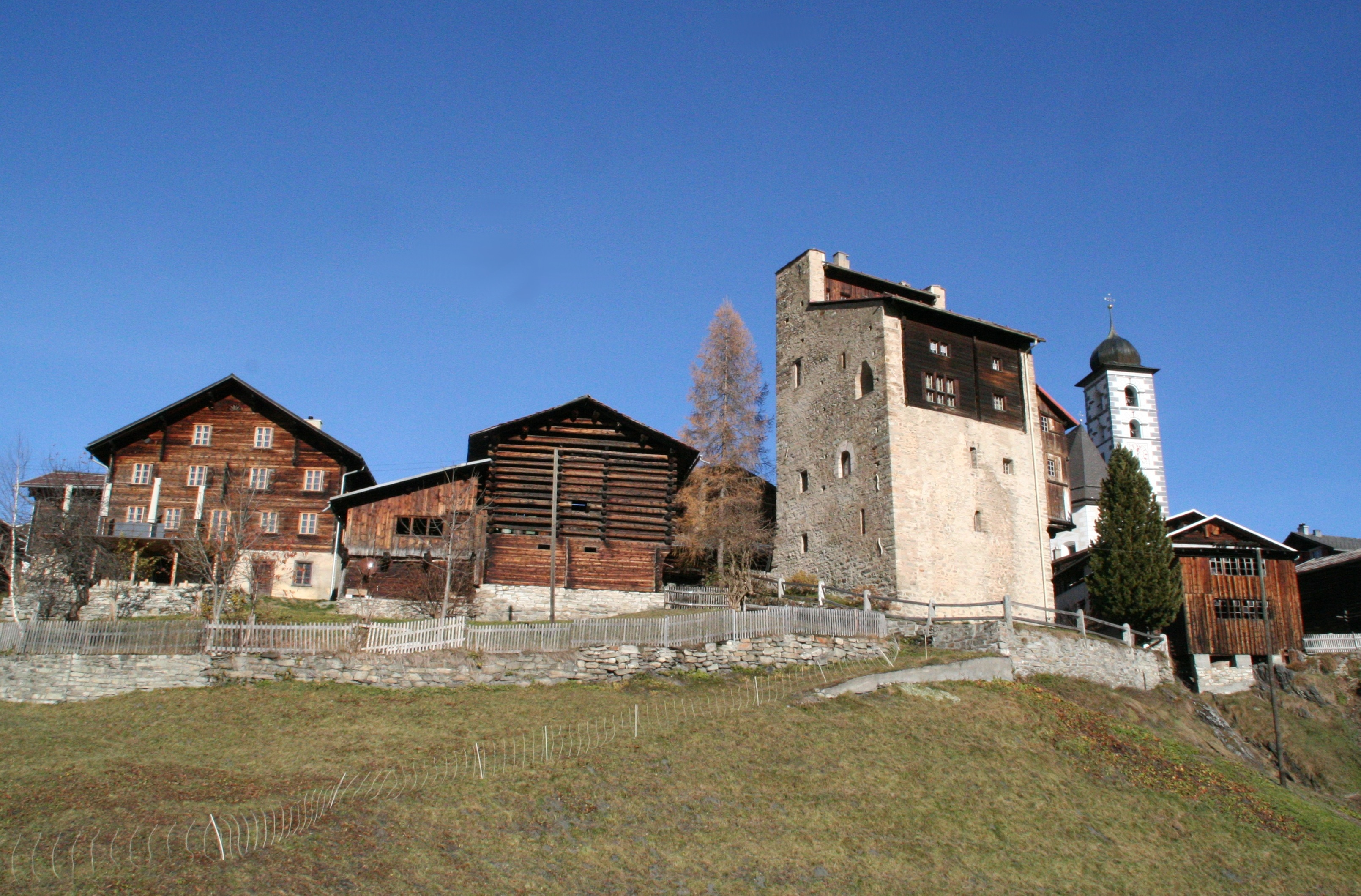
Wohnturm Chisti

## Persönlichkeiten
- Armin Capaul, Bergbauer und Initiant der Eidgenössischen Volksinitiative «Für die Würde der landwirtschaftlichen Nutztiere (Hornkuh-Initiative)»
- Gion Bistgaun Capaul (1841–1917), Bündner Lokalpolitiker
- Giachen Giusep Casaulta (1919–1995), Bündner Lokalpolitiker
- Clara Capaul-Hunkeler (1926–2010). Zahnärztin und Vorsteherin der Kunst-Stiftung Capauliana